# Grace Lister
Grace Lister née le 27 mai 2004 à Shrewsbury, est une coureuse cycliste britannique. Spécialiste des épreuves de poursuite sur piste, elle pratique également le cyclisme sur route.

## Biographie
Grace Lister commence sa carrière sportive au club Wolverhampton Wheelres. En 2012, elle remporte une course de la Cornish Series et puis d'autres courses dans différentes catégories d'âge. En 2021, elle a été acceptée dans le programme de formation de British Cycling.
En 2021, Lister devient championne d'Europe junior de poursuite par équipes aux cotés de Zoe Bäckstedt, Millie Couzens et Maddie Leech. Aux Championnats du monde juniors, elle et Bäckstedt deviennent championnes du monde juniors dans l'épreuve de la course à l'américaine et Lister remporte le bronze à l'omnium. Elle remporte le bronze à l'omnium aux Championnats d'Europe juniors la même année et participe à 18 ans aux Jeux du Commonwealth avec l'Angleterre (poursuite individuelle, scratch). C'est en 2022 qu'elle remporte son premier titre d’élite aux championnats nationaux.
En 2023, elle devient championne d'Europe U23 de poursuite par équipes avec Leech, Sophie Lewis et Kate Richardson. Elle intègre l'équipe continentale féminine UCI DAS Handsling, et pour 2024 avec l'équipe cycliste Hess.
Lors des championnats d'Europe de cyclisme sur piste 2025, elle remporte la médaille de bronze en poursuite par équipes.

## Palmarès sur piste

### Championnats d'Europe
| Édition / Épreuve        | Poursuite individuelle | Poursuite par équipes | Course aux points | Américaine | Omnium |
| Apeldoorn 2021 (juniors) |                        | Or                    |                   |            |        |
| Tel Aviv 2022 (juniors)  |                        |                       |                   | Or         | Bronze |
| Anadia 2022 (juniors)    |                        |                       |                   |            | Bronze |
| Anadia 2023 (espoirs)    |                        | Or                    |                   |            |        |
| Cottbus 2024 (espoirs)   |                        | Or                    |                   | Argent     |        |
| Heusden-Zolder 2025      |                        | Bronze                |                   |            |        |
| Anadia 2025 (espoirs)    | Argent                 | Or                    |                   |            |        |

### Championnats nationaux
- 2022
  -  Championne de Grande-Bretagne de poursuite par équipes
- 2023
  -  Championne de Grande-Bretagne de poursuite par équipes
  -  Championne de Grande-Bretagne de l'omnium
  - 3e du scratch
- 2024
  -  Championne de Grande-Bretagne de poursuite par équipes

## Palmarès sur route
- 2024
  - 3e du Tour de Charente-Maritime
  - 3e du Lincoln Grand Prix

### Classements mondiaux
| Année                                 | 2024 |
| ------------------------------------- | ---- |
| Classement UCI                        | 871e |
| UCI World Tour                        | 264e |
|                                       |      |
| Légende : nc = non classéSource : UCI |      |